# جائحة الطاعون الأولى
كانت جائحة الطاعون الأولى الجائحة الأولى لمرض الطاعون المسجلة في تاريخ العالم القديم. الطاعون مرض معدٍ تسببه بكتيريا اسمها اليرسينيا الطاعونية. سُميت أيضًا جائحة العصور الوسطى المبكرة، وكان الوباء الأول فيها طاعون جستنيان في 541، واستمرت حتى العام 750 أو 767. توجد نحو خمس عشرة إلى ثماني عشرة موجة طاعون رئيسة تلت طاعون جستنيان في السجلات التاريخية. انتشرت الجائحة في حوض البحر الأبيض المتوسط أشد انتشار، وأصابت أيضًا الشرق الأدنى وشمال أوروبا، وربما وصلت إلى شرق آسيا. سُميت سلسلة من موجات الطاعون في أواخر العصور القديمة نسبةً إلى الإمبراطور الروماني جستنيان الأول.
تُعرف جائحة الطاعون هذه جيدًا من خلال الفاشيتين الأولى والأخيرة: طاعون جستنيان 541 حتى 549، الذي وصفه المؤرخ الروماني المعاصر بروكوبيوس، وطاعون نابولي في أواخر القرن الثامن الذي وصفه المؤرخ النابولي جون (يوحنا) الشماس في القرن التالي (مختلف عن طاعون نابولي الذي حدث بعد وقت طويل). من الروايات الأخرى نصوص إفاغريوس سكولاستيكوس ويوحنا الأفسسي وغريغوري التوري وبولس الشماس وثيوفان المعترف، وهم من معاصري الجائحة، واعتقدوا معظمهم أن الوباء كان عقابًا إلهيًا على أفعال البشر السيئة.

## مصطلحات
تعاملت النصوص اللاتينية واليونانية البيزنطية مع المرض بوصفه وباءً عامًا (باليونانية القديمة: λοιμός، بالرومانية: loimós، باللاتينية: plaga)، ولكن الكُتّاب العرب ميّزوه لاحقًا وسمّوه طاعون (استُخدمت الكلمة تقريبًا مثل كلمة وباء، 'plague').
في السريانية، سُمي الطاعون الدبلي أو الدَبْل «شرعوطا».  جعلت حوليات سعرد هذا المصطلح مرادفًا لكلمة «طاعون» العربية. يُشير الكُتّاب السريان إلى تفشي المرض على أنه وباء أو موت، موتانا، المكافئة لكلمة «وباء» العربية. في كتاب هيستوريا ميسيلانيا، وُجد الشكل المركب الإيضاحي «موتانا د شرعوطا» (طاعون الأورام). وفق حوليات 640 التي كتبها توماس القسيس، يرجع تاريخ «الطاعون الأول» (موتانا قدميا) إلى 854 بالتقويم السلوقي (542/543 بعد الميلاد).

## الطاعون في إفريقيا وجنوب الجزيرة العربية
تؤكد كثير من المصادر أصول الطاعون في إفريقيا. وفقًا ليعقوب الرهاوي (المتوفى عام 708)، بدأ «الطاعون العظيم» (موتانا ربّا) في منطقة كوش (النوبة) جنوب مصر، في 853 بالتقويم السلوقي (541-542 بعد الميلاد). نسب إفاغريوس سكولاستيكوس (المتوفى عام 594) وهيستوريا ميسيلانيا أصول الطاعون إلى آثيوبيا (النوبة) على حدود مصر. يقول ميخائيل السوري، استنادًا إلى السجل المفقود ليوحنا الأفسسي (المتوفى نحو عام 590)، إن الطاعون بدأ في كوش على حدود مصر وفي حِمْيَر (اليمن). يسجل نقش من عام 543 كيف أصلح أبرهة، الحاكم الإثيوبي لحمير، سد مأرب بعد أن ضرب المرض والموت المجتمع المحلي. سجلت حوليات سعرد أن الوباء أصاب أكسوم (الحبشة).
تشير المصادر العربية المبكرة إلى أن الطاعون كان متوطنًا في النوبة والحبشة. تتوافق شهادة بروكوبيوس، الذي قال إن الطاعون بدأ في الفَرَما شرق دلتا النيل ثم انتشر إلى الإسكندرية، مع إمكانية دخول الوباء من منطقة البحر الأحمر، ربما بواسطة الفئران المحمولة في السفن، إذا كانت قناة الفراعنة مفتوحة آنذاك. ربما قدمَ الطاعون بسبب الروابط التجارية مع الهند أو الروابط الدينية الرومانية النامية مع النوبة وأكسوم. يُعتقد أن فكرة الارتباط بالهند أضعف لأن الطاعون وصل إلى الإمبراطورية الرومانية قبل وصوله إلى بلاد فارس أو الصين، اللتين كانتا أوثق ارتباطًا بالهند. وفقًا لبيتر ساريس، فإن «السياق الجيوسياسي في أوائل القرن السادس»، مع التحالف الأكسومي الروماني ضد حمير وبلاد فارس، «كان بلا شك الشرط الأساسي الحاسم لانتقال الطاعون من إفريقيا إلى بيزنطة».

## الطاعون في مملكة الفرنجة (541-)
وفقًا لأسقف مدينة تور ومؤرخها في أواخر القرن السادس، غريغوري التوري، تفشّت أوبئة طاعون متعددة في مملكة الفرنجة بعد أن ضرب طاعون جستينيان مدينة آريل والمنطقة المحيطة بها في أواخر أربعينيات القرن السادس. شوهدت كثير من الإصابات، وللتكفير عن الخطايا التي ظُن أنها السبب، أقام سكان المناطق المتضررة التطواف والصلوات والسهر.
سجل غريغوري وباءً في 571 في أوفيرن وفي مدن ديفيو (ديجون)، وأفاريكوم (بورج)، وكابيونوم (شالون سور ساون)، ولوغدونوم (ليون). وصف غريغوري الطاعون بأنه يسبب جروحًا في الإبط أو المغبن تشبه لدغة الثعبان، ووصف موت المرضى في حالة من الهذيان في غضون يومين أو ثلاثة أيام، ما سمح بتحديد المرض على أنه طاعون دبلي، و«الجروح» هي الدمامل المميزة للطاعون الدبلي.
في 582، وصف غريغوري التوري وباءً في ناربو مارتيوس (ناربون). ووفقًا له، مات كثير من سكان مدينة ألبي في 584 بسبب تفشي الطاعون.
ضرب الطاعون مدينة ماسيليا (مرسيليا) في عام 588، وأوصى الملك غونترام ملك فرنسا باتباع نظام غذائي صارم من خبز الشعير والماء. يلقي غريغوري باللوم على سفينة قادمة من هسبانيا بوصفها مصدر العدوى وتكرر الوباء مرات متعددة بعد ذلك.
في 590، سجل غريغوري وباء طاعون آخر في فيفاريوم (فيفيرز) وفي أفينيو (أفينيون) في الوقت نفسه الذي ضرب فيه الطاعون روما في عهد البابا بلاجيوس الثاني.
طاعون روما (590)
طاعون شيرويه (627-628)
طاعون عمواس (638-639)
كان وباء عمواس وباء طاعون دبلي قديم ضرب سوريا الإسلامية في 638-639، وذلك في خلال جائحة الطاعون الأولى ونحو نهاية الفتح الإسلامي للمنطقة.
طاعون 664
طاعون 698-701 وطاعون 746-747
ضربت هاتان الجائحتان الإمبراطورية البيزنطية وغرب آسيا وسوريا وبلاد ما بين النهرين، والإمبراطورية البيزنطية وغرب آسيا وأفريقيا على التوالي.

## الفاشيات المحتملة في الصين
في 610، ذكر تشاو يوانفانغ طاعونًا متوطنًا يسبب «الدمامل الخبيثة» ووصفه بأنه «يبدأ فجأة مع حمى عالية وظهور حزمة من العقد تحت الأنسجة». ذكر سون سيمو، الذي توفي في 652، أيضًا «الدمامل الخبيثة» والطاعون الذي انتشر في لينغنان (غوانغدونغ). يفترض أولي بينيديكتو أنه كان فرعًا من جائحة الطاعون الأولى وصل إلى الأراضي الصينية نحو عام 600.

## ارتباطات مناخية
وفقًا لبحث أجري عام 2024، فإن الأوبئة الكبرى التي أثرت تأثيرًا كبيرًا في الإمبراطورية الرومانية ارتبطت ارتباطًا وثيقًا بالظروف المناخية الباردة والجافة، ما يشير إلى أن الطقس البارد ربما أسهم في انتشار الأمراض في ذلك الوقت. يُعتقد أن ضغوط المناخ تفاعلت مع المتغيرات الاجتماعية والبيولوجية، مثل توفر الغذاء، وأعداد القوارض، والهجرة البشرية، ما جعل السكان أكثر عرضة للإصابة بالأمراض.

## العواقب
يقارن التاريخي ليستر ليتل بين الموت الأسود الذي أدى إلى اختفاء العبودية تقريبًا في أوروبا الغربية، وجائحة الطاعون الأولى التي أدت إلى نهاية العبودية القديمة، على الأقل في إيطاليا وإسبانيا. تشير دراسة أجريت عام 2019 إلى أن جائحة الطاعون الأولى لم تكن سببًا رئيسيًا للتغيرات الديموغرافية والاقتصادية والسياسية والاجتماعية في أوروبا والشرق الأدنى من القرن السادس إلى القرن الثامن الميلادي وأن التقديرات العظمى لعدد وفيات الجائحة لا تدعمها أدلة تاريخية وأثرية وجينية وأدلة علم الطلع.